# المقربة (السدة)

تعديل مصدري - تعديل

المقربة هي إحدى قرى عزلة جبل الجبالي بمديرية السدة التابعة لمحافظة إب، بلغ تعداد سكانها 548 نسمة حسب تعداد اليمن لعام 2004.